# オートエスノグラフィー
オートエスノグラフィー（英語: autoethnography）とは、著者が自己省察および著述を用いて、個人的経験を調査し、その自伝的なストーリーをより広い文化的、政治的、社会的な意味・理解へと結びつけるための、質的研究 のひとつの形態である。なお、日本語では自己エスノグラフィー、自伝的民族誌とも言われる。また、片仮名転記の関係で、オートエスノグラフィや自己エスノグラフィなどと表記される場合もある。

## 用途
オートエスノグラフィーは、コミュニケーション研究、パフォーマンス研究、教育、英文学、人類学、ソーシャルワーク、社会学、歴史、心理学、マーケティング、ビジネスと教育行政、芸術教育と理学療法のような様々な学術領域で用いられている自己省察的な著述形式である。
Maréchal（2010）によると、「オートエスノグラフィーは、エスノグラフィックなフィールドワークと著述の文脈における自己観察と再帰的な調査を含む研究の様式または方法である」（p.43）。有名なオートエスノグラファーのCarolyn Ellis（2004）は、それを「自伝的で個人的なものを文化的、社会的、政治的に結びつける研究、著述、物語、方法」と定義している（p.xix）。しかし、用語の定義についてコンセンサスに達することは容易ではない。例えば、1970年代には、オートエスノグラフィーは、研究者がメンバーであるグループ（の文化）の研究（Hayano, 1979）に言及して、「内部者のエスノグラフィー」としてより狭義に定義された。しかしながら、EllingsonとEllis（2008）が指摘しているように、現在では、「正確な定義を困難にするように、オートエスノグラフィーの意味とその用いられ方が進化している」（p.449）。
”Autoethnography: Understanding Qualitative Research”のAdams, Jones, and Ellisによると、「オートエスノグラフィーは研究者の個人的な経験を用いて文化的信念、実践、経験を記述し批判する研究方法である。研究者と他者との関係を認め、尊重し･･････『何をすべきか、どのように生きるか、彼らの苦しみの意味を見つけ出そうとする過程にある人々』を示している」（Adams, 2015）。「社会生活は厄介で不確かで感情的である。私たちが社会生活を研究することを望むならば、私たち／研究方法の能力が最も可能なところまで、混乱と混乱、不確実性と感情を認識し、対応する研究方法を取り入れなければならない」（Adams, 2015）。

## 歴史
1970年代：文化的な成員がみずからの文化についての見識を提供する研究を記述するために、オートエスノグラフィーという用語を使用した。カリフォルニア大学ロサンゼルス校の人類学教授であるウォルター・ゴールドシュミット（Walter Goldschmidt）は、すべての「オートエスノグラフィー」が自己に焦点を当て、「個人的な投資、解釈、分析」を明らかにすることを提案した。デイヴィッド・ハヤノ（David M. Hayano）はノースリッジのカリフォルニア州立大学で人類学の准教授を務めた。人類学者として、ハヤノは個人のアイデンティティが研究に対して持つ役割に興味を持っていた。多くの伝統的な研究方法とは異なり、研究者が「自らの集団のエスノグラフィーを著述したり実践すること」に価値があると信じていた。
1980年代：研究者は文化と物語（storytelling）の重要性に関心を示し、エスノグラフィーの実践における個人的側面に徐々に関与するようになった。1980年代の終わりに、研究者は、内省的で個人的に関与した自己と文化的信念、実践、システム、経験の相互作用を探求する実践に対し、「オートエスノグラフィー」という用語を適用した。
1990年代：個人的な物語と "オートエスノグラフィー"の使用の拡大に重点が置かれ始めた。 Ethnographic Alternativesや初のHandbook of Qualitative Research（質的研究ハンドブック）などのようなシリーズが、オートエスノグラフィーの使用の重要性のよりよい説明のために発行された。